# Ein bißchen Frieden
Ein bißchen Frieden (Nederlands: Een beetje vrede) is een nummer van de Duitse zangeres Nicole uit 1982. Het werd geschreven door Ralph Siegel en Bernd Meinunger.
Met dit lied won Duitsland in 1982 voor het eerst het Eurovisiesongfestival.

## Achtergrond
Ralph Siegel was al enkele jaren verantwoordelijk voor de Duitse inzendingen op het Eurovisiesongfestival, toen hij in 1982 (samen met Bernd Meinunger) Ein bißchen Frieden schreef. De tekst van het lied, dat gaat over het verlangen naar vrede, ontstond met de destijds actuele Falklandoorlog en het NAVO-dubbelbesluit in gedachten. Zangeres van het nummer werd de op dat moment pas 17-jarige Nicole Hohloch.
De muziekopnames vonden plaats in de Olympia studio in Bogenhausen. Hierna werd het lied ingezonden naar de Duitse voorronde Ein Lied für Harrogate, die op 20 maart 1982 plaatsvond in München. Nicole won deze selectie met grote voorsprong en werd uitverkoren om namens Duitsland naar het songfestival in Harrogate te gaan.

## Eurovisiesongfestival 1982
De kans op een goed resultaat werd niet door iedereen hoog ingeschat. Critici vreesden dat het lied te saai zou zijn om goed te scoren en adviseerden daarom alsnog voor een ander nummer te kiezen. Deze raad werd echter weggewuifd en Ein bißchen Frieden bleef definitief de Duitse inzending. Op het songfestival, dat plaatsvond op 24 april 1982, was Nicole als laatste van 18 deelnemers aan de beurt. Tijdens haar optreden zat ze op een stoel en begeleidde zichzelf op gitaar. Achter haar speelde een begeleidingsband mee, waaronder een harpiste. Dat de critici het bij het verkeerde eind hadden bleek bij de puntentelling: Nicole ontving van negen landen het maximum van twaalf punten en haalde zo de langverwachte eerste Duitse zege binnen. Ze behaalde een voorsprong van 61 punten op de nummer twee Israël, een record dat pas in 1997 werd overtroffen door Katrina & The Waves. Bij de herhaling van haar winnende lied zong Nicole delen van de tekst in het Engels, Frans en Nederlands.

## Vertalingen
Na het songfestival nam Nicole Ein bißchen Frieden op in verschillende talen:
- Deens: En smule fred
- Engels: A little peace
- Frans: La paix sur terre
- Italiaans: Un po’ di pace
- Nederlands: Een beetje vrede
- Russisch: Немного мира (Njemnogo mira)
- Spaans: Un poco de paz

Verder werd het nog in meerdere talen gecoverd door andere artiesten:
- Afrikaans: Nie lank gelede
- Esperanto: Iom da Paco
- Fins: Vain hieman rauhaa
- Hongaars: Egy kis nyugalmat kívánok én
- Pools: Troszeczkę ziemi
- Servo-Kroatisch: Malo mira
- Tsjechisch: Jsme děti slunce
- Zweeds: Ett hopp om fred

## Hitlijsten
Ein bißchen Frieden groeide uit tot een nummer 1-hit in diverse Europese landen, waaronder Duitsland, Nederland, Vlaanderen, het Verenigd Koninkrijk en Zweden. Wereldwijd werden van de single meer dan vijf miljoen exemplaren verkocht. In Nederland werden de verkoopcijfers van de singles Ein bißchen Frieden en Een beetje vrede bij elkaar opgeteld en genoteerd als het de bestverkochte single van 1982

### Nederlandse Top 40
| Positie: | 8 | 1 | 1 | 1 | 1 | 2 | 3 | 9 | 24 | 28 | uit |

### Nationale Hitparade
| Positie: | 19 | 1 | 1 | 1 | 1 | 2 | 2 | 5 | 10 | 14 | 19 | 40 | uit |

### NPO Radio 2 Top 2000
| Nummer met noteringen in de NPO Radio 2 Top 2000 | '99  | '00  |
| ------------------------------------------------ | ---- | ---- |
| Ein bißchen Frieden                              | 1245 | 1598 |

1. ↑  Een vetgedrukt getal geeft de hoogste notering aan.
2. ↑  Deze tabel is bijgewerkt tot en met de laatste editie (2024).

1956: Refrain · 
1957: Net als toen · 
1958: Dors, mon amour · 
1959: 'n Beetje · 
1960: Tom Pillibi · 
1961: Nous les amoureux · 
1962: Un premier amour · 
1963: Dansevise · 
1964: Non ho l'età · 
1965: Poupée de cire, poupée de son · 
1966: Merci, chérie · 
1967: Puppet on a string · 
1968: La la la · 
1969: Un jour, un enfant, De troubadour, Vivo cantando, Boom bang-a-bang · 
1970: All kinds of everything · 
1971: Un banc, un arbre, une rue · 
1972: Après toi · 
1973: Tu te reconnaîtras · 
1974: Waterloo · 
1975: Ding-a-dong · 
1976: Save your kisses for me · 
1977: L'oiseau et l'enfant · 
1978: A-ba-ni-bi · 
1979: Hallelujah · 
1980: What's another year · 
1981: Making your mind up · 
1982: Ein bißchen Frieden · 
1983: Si la vie est cadeau · 
1984: Diggi-loo diggi-ley · 
1985: La det swinge · 
1986: J'aime la vie · 
1987: Hold me now · 
1988: Ne partez pas sans moi · 
1989: Rock me · 
1990: Insieme: 1992 · 
1991: Fångad av en stormvind · 
1992: Why me? · 
1993: In your eyes · 
1994: Rock 'n' roll kids · 
1995: Nocturne · 
1996: The voice · 
1997: Love shine a light · 
1998: Diva · 
1999: Take me to your heaven · 
2000: Fly on the wings of love · 
2001: Everybody · 
2002: I wanna · 
2003: Everyway that I can · 
2004: Wild dances · 
2005: My number one · 
2006: Hard rock hallelujah · 
2007: Molitva · 
2008: Believe · 
2009: Fairytale · 
2010: Satellite · 
2011: Running scared · 
2012: Euphoria · 
2013: Only teardrops · 
2014: Rise like a phoenix · 
2015: Heroes · 
2016: 1944 · 
2017: Amar pelos dois · 
2018: Toy · 
2019: Arcade · 
2021: Zitti e buoni · 
2022: Stefania · 
2023: Tattoo · 
2024: The code